# Івановський Ігнатій Олександрович
Івановський Ігнатій Олександрович (16 грудня 1858, Германівка, Київська губернія, Російська імперія (нині село Обухівського району Київської області) — не раніше 1926, місце смерті невідоме) — український та російський юрист (державознавець та міжнародник), професор з 1889 р. Завідувач кафедри міжнародного права Новоросійського університету у 1884—1896 роках. Заслужений професор Санкт-Петербурзького університету.
Був деканом юридичного факультету Санкт-Петербурзького університету у 1904—1905 рр. та у 1918 році.

## Життєпис
Походив з міщан.
Навчався в 2-й київській гімназії. У 1877 р. вступив до Київського університету Св. Володимира, на юридичний факультет, який закінчив у 1881. Бажаючи продовжити свою освіту, поступив на історико-філологічний факультет Київського університету, але полишив навчання там в 1882, після залишення для приготування до професорського звання по кафедрі міжнародного права юридичного факультету.
У 1884 році після захисту дисертації pro venia legendi (тобто на право викладання в університеті) Івановський отримав звання приват-доцента; цього ж року він був обраний Радою Новоросійського університету приват-доцентом по кафедрі міжнародного права та прийняв обрання.
Одночасно з викладанням в університеті викладав політичну економію в Одеському комерційному училищі.

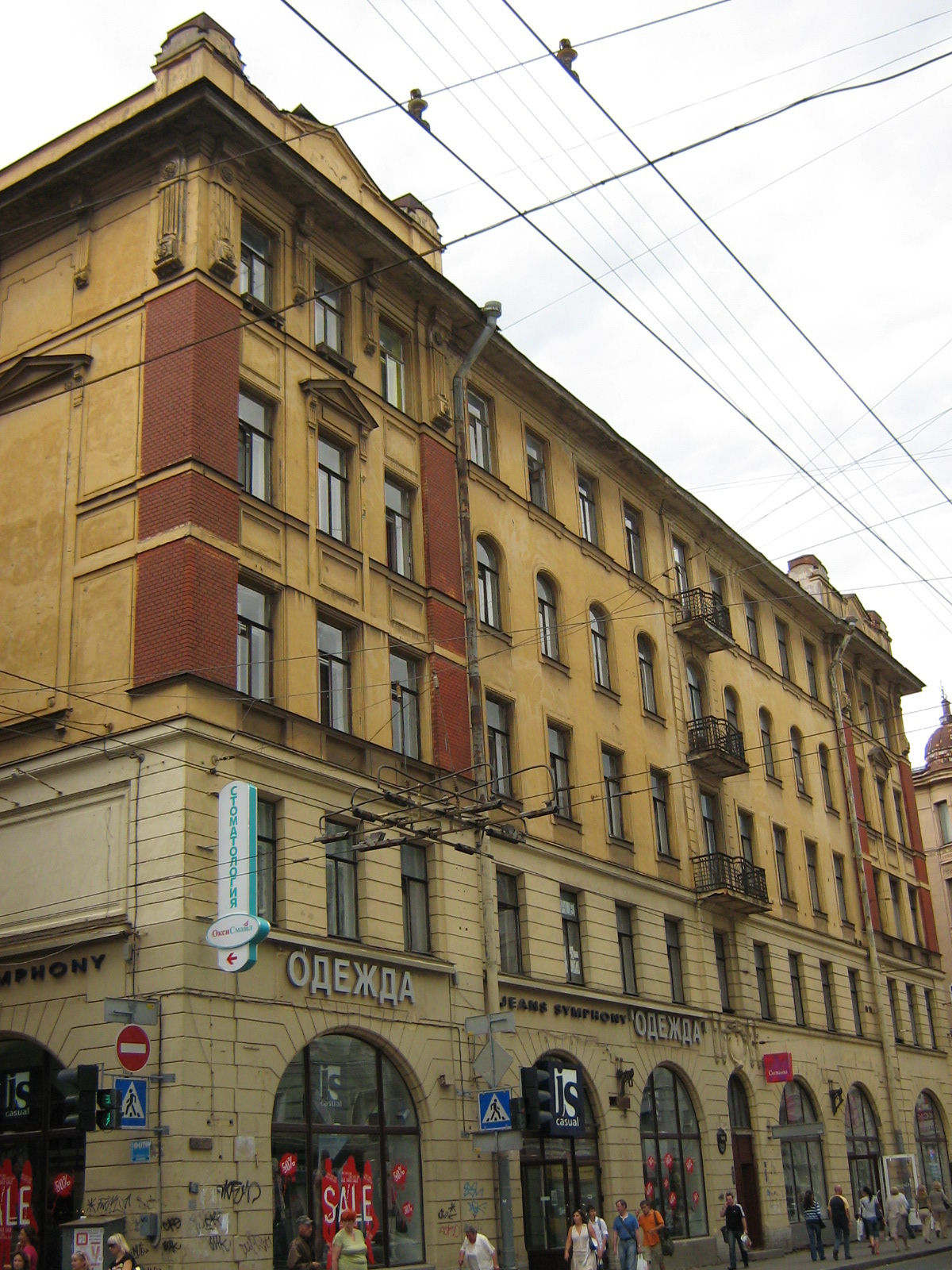
В цьому будинку в Санкт-Петербурзі по проф. І. О. Івановський мешкав станом на 1909 р.

Після захисту магістерської дисертації (Взаимное содействие государств в производстве следствий по делам уголовным, Од., 1889), Івановський був обраний екстраординарним професором кафедри міжнародного права Новоросійського університету.
У 1896 переїхав до Санкт-Петербурга, де працював в університеті на кафедрі державного права. Одночасно викладав в Олександрівському ліцеї та в Олександрівській військово-юридичній академії. Був членом Юридичного товариства при Санкт-Петербурзькому університеті та членом Російської групи Міжнародного союзу криміналістів.
У червні 1897 року від Олександрівського ліцею відряджений до Відня для вивчення досвіду навчально-виховного процесу та умов, у яких живуть вихованці Терезіанської академії, статус якої міг бути порівняний зі статусом ліцею. Опублікований у 1898 звіт про це відрядження викликав зацікавлення педагогічних працівників багатьох ліцеїв Росії.
1900 року надане дворянське звання.
В 1905 році брав участь в комісії Олександра Булигіна по розробці законопроєкту щодо заснування Державної Думи (т. зв. «Булигінська Дума»).
Заслужений професор Санкт-Петербурзького університету (з 15 жовтня 1908 року); був деканом юридичного факультету у 1904—1905 рр. та в 1918 р.
З 1 січня 1900 — дійсний статський радник; нагороджений орденами Св. Володимира 3 і 4 ступенів, Св. Станіслава 1, 2 і 3 ступенів.
Після звільнення з Петроградського університету (1924) продовжував працювати в Політехнічному інституті.
Помер в 1920-х рр.

## Особисте життя
Про особисте життя та родину І. О. Івановського нічого не відомо, окрім того, що він мав сина Олександра, котрий закінчив Імператорський Олександрівський ліцей в 1916 році.

## Внесок у науку

### Київський період. Підготовка дисертаціїpro venia legendi

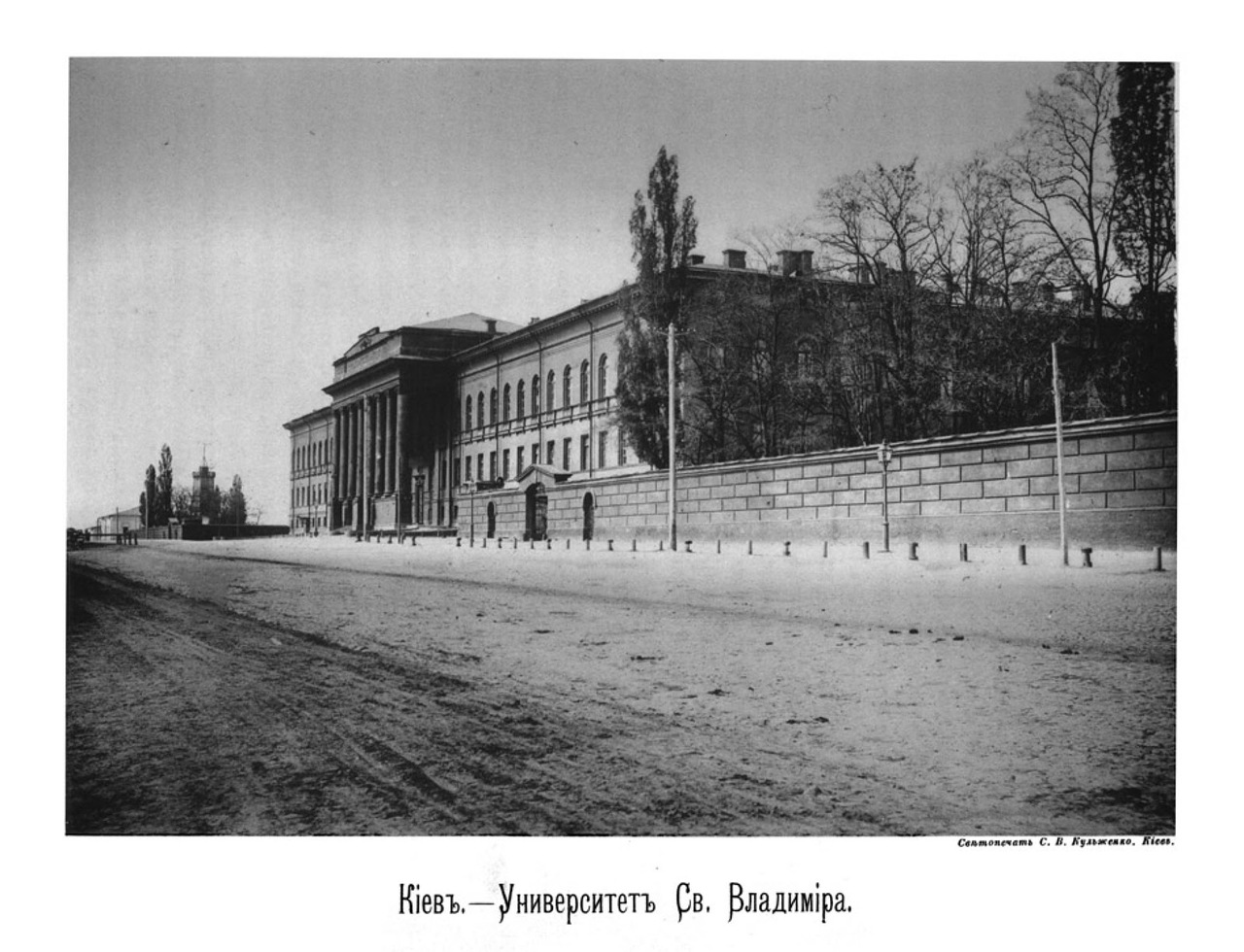
Університет Св. Володимира в якому І. О. Івановський отримав вищу освіту, а згодом і звання приват-доцента

Ще в студентські роки І. О. Івановський виявив великий інтерес до наукових досліджень. Свою дослідницьку діяльність він присвятив питанням міжнародного та державного права (зокрема законів та звичаїв війни і міжнародного кримінального права) та, меншою мірою, питанням міжнародного приватного права. Науковими керівниками його дисертації на право викладання в університеті були проф. В. А. Незабитовський, а після його смерті в 1883 р. — професор державного права О. В. Романович-Славатинський.
Темою його дисертації на право викладання в університеті (для присвоєння звання приват-доцента) був міжнародно-правовий аспект долі хворих та поранених під час збройних конфліктів воїнів. Його Івановський вважав одним з найважливіших питань права війни. У своїй дисертації вчений простежує історичний досвід правового становища хворих та поранених від час війни воїнів, санітарного персоналу від стародавніх Єгипту, Греції та Риму до скликання Женевської конференції 26 жовтня 1863 р. Далі науковець аналізує історію Женевської конвенції від часу її укладення 10/22 серпня 1864 р. до моменту написання дисертації. Главу ІІІ дисертації Івановський присвятив критичному розбору Женевської конвенції. Тут, крім аналізу питання про статус хворих та поранених воїнів, він розкриває питання про осіб, котрі надають допомогу хворим та пораненим воїнам, а саме про офіційний санітарний персонал, приватні товариства допомоги хворим та пораненим, про участь місцевих мешканців в наданні допомоги хворим та пораненим воїнам. Також ідеться про санітарні установи (лазарети) і про їх рухливість відносно військових підрозділів, котрих вони обслуговують; розглядається в гл. ІІІ дисертації і питання про розрізнювальний знак, запроваджений Женевською конвенцією (Червоний хрест). Женевську конвенцію автор називає найкращим пам'ятником перемоги гуманності та правосвідомості над грубою силою і свавіллям.

### Одеський період. Підготовка магістерської дисертації

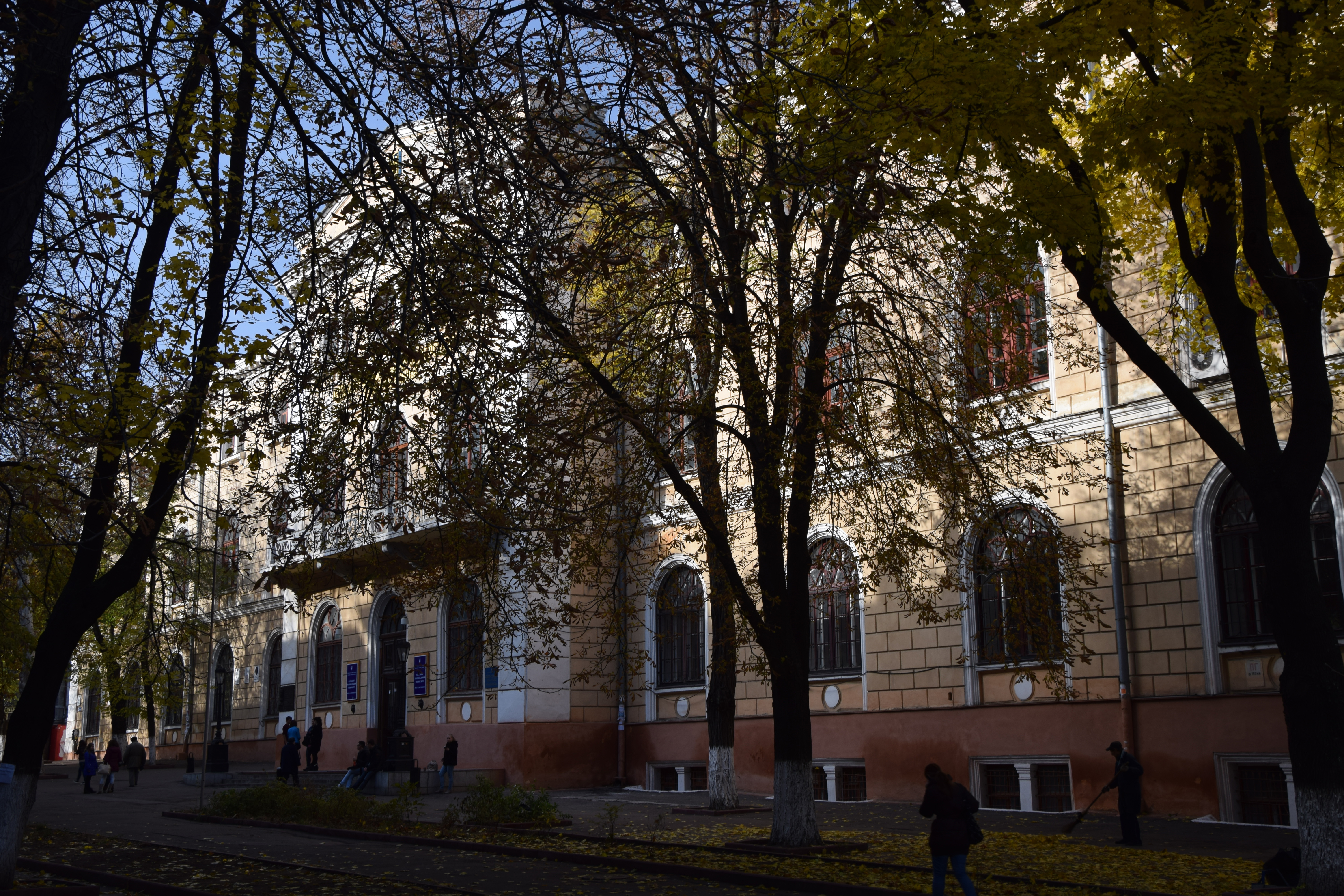
Новоросійський університет, де І. О. Івановський підготував магістерську дисертацію

Від 22 березня 1884 року І. О. Івановський був приват-доцентом кафедри міжнародного права Новоросійського університету. Він читав лекції з міжнародного права, виконував обов'язки секретаря юридичного факультету.
Підготував до друку конспект лекцій з міжнародного права (Одеса 1885), монографію «О подготовке лиц, посвящающих себя консульской карьере [… и о роли в этом отношении высших коммерческих школ]» (Одеса, 1886, в окремих дослідженнях помилково вказують рік публікації 1887); вчений також активно працював над написанням магістерської дисертації «Взаимное содействие государств в производстве следствий по делам уголовным», котра була готова в травні 1889, і в тому році захищена.
Магістерська дисертація Івановського ділиться на дві частини: історичну (з XVII ст. до часу написання дисертації, тобто до 80-х років ХІХ ст.) та критико-догматичну, яка присвячена чинним на момент підготовки наукової праці міжнародним договорам та внутрішньому законодавству окремих держав.
Пізніше вчений підготував до друку двотомне «Зібрання діючих договорів, укладених Росією з іноземними державами» (Одеса, 1890) та опублікував низку рецензій на нові юридичні твори М. Ю. Чижова, В. М. Ренненкампфа, на підручник з міжнародного права В. П. Даневського (надрукована в Петербурзі 1892 року) та інших.

### Санкт-Петербурзький період
До Петербурга І. О. Івановський був переведений з Одеси на посаду екстраординарного професора кафедри державного права в 1896 році. На кафедрі державного права він працюватиме аж до завершення своєї кар'єри в Університеті 1924 року.
На юридичному факультеті Івановський читав курси: «Російське державне право» (в 1897—1914 роках), «Російське державне право в зв'язку з загальним вченням про державу» (в 1898—1900 роках), «Загальне вчення про державу в зв'язку з оглядом основ державного устрою найважливіших держав Європи та Америки» (в 1899—1916 роках), «Лекції з загальної теорії державного права та іноземного державного права» (в 1917 році).
Маючи в послужному списку науковий ступінь магістра державного права, І. О. Івановський, очевидно, вдовольнявся цим та не переймався підготовкою докторської дисертації. Проте, як і всі викладачі факультету, він під час служби в Університеті провадив не тільки викладацьку, але й наукову роботу.
Навчальні заклади Санкт-Петербурга (Петрограда) в яких викладав І. О. Івановський (зліва направо: юридичний факультет Санкт-Петербурзького університету, Олександрівський ліцей, Олександрівська військово-юридична академія, Петроградський політехнічний інститут)
Так, в першому та другому номерах юридичної газети «Право» за 1898 рік (виходила в Петербурзі) побачила світ стаття вченого про значення в Росії іноземних судових вироків у кримінальних справах; тематика статті була дуже близькою до теми магістерської дисертації Івановського. В кінці наступного року в цій же газеті з'явилась доповідь Івановського в юридичному товаристві при Санкт-Петербурзькому університеті про О. Д. Градовського як вченого (у зв'язку зі смертю проф. Градовського; наступного 1900 року ця доповідь вийшла окремим виданням).
Значно пізніше вчений опублікував наукові розвідки про державну діяльність графа Д. О. Мілютіна (1912) та про відомого науковця М. М. Ковалевського (1916).
Також, як і одеський період своєї наукової діяльності, у Петербурзі активно рецензував роботи свої колег. Він підготував рецензії на дисертацію В. М. Гессена про підданство (1910), на нариси з міжнародного приватного права О. О. Пиленка (1911), на підручник Б. Е. Нольде з російського державного права (1911) та ін.
Окрім іншого, І. О. Івановський здійснював наукове керівництво здобувачами ступеня магістра державного права. Серед його здобувачів, зокрема, були відомі в майбутньому правознавці — теоретик і філософ права Микола Васильович Болдирєв, фахівець з питань місцевого самоврядування Павло Павлович Гронський, спеціаліст в галузі правових та політичних вчень Олександр Ліверійович Саккетті (автор перекладу російською мовою трактату Гуго Гроція «Про право війни та миру»).
Автор біографічної статті в Новому енциклопедичному словнику характеризував Івановського: 
| ... Івановський — один з видатних університетських викладачів; його лекції завжди змістовні та пройняті науковим захопленням сильно діють на слухачів; значна кількість сучасних державознавців, котрі заявили про себе в літературі та на кафедрі, пройшли через його школу[30]. Оригінальний текст (рос.) Ивановский — один из выдающихся университетских преподавателей; его лекции всегда содержательные и проникнуты научным увлечением, сильно действуют на слушателей; значительное число современных государствоведов, занимавших себя в литературе и на кафедре, прошли через его школу. |

## Праці
- Ивановский И. А., канд. законоведения. Женевская конвенция 10—22 августа 1864 г.: Положительный международный закон об участии больных и раненых воинов во время войны. — Киев: В Университетской Типографии,1884. — 190 с. (переглянути PDF — оригінал [Архівовано 4 березня 2016 у Wayback Machine.])
- Ивановский И. А. Определение, основные начала, задача и значение международного права. — Одесса, 1884.
- Конспект лекций по международному праву, читанных в императорском Новороссийском университете в 1885/6 ак. г. приват-доцентом И. Ивановским: Вып. 1 — Одесса типо-лит. В. Кирхнера 1885. — 29 с.
- Ивановский И. А. О подготовке лиц, посвящающих себя консульской карьере. — Одесса: Тип. «Новый телеграф», 1886. — 56 с.
- Ивановский И. А. Взаимное содействие государств в производстве следствий по делам уголовным. — Одесса: Тип. «Одесский Вестник», 1889. — 150, II с.
- Собрание действующих договоров заключенных Россией с иностранными державами. Recueil des traites en vigueur, counclus par la Russie aves les puissances etrangeres. / Сост. И. Ивановский. — Одесса: «Экономическая» типография, 1890. (в 2-х тт.)
- Ивановский И. А., экстра-орд. проф. Женевская конвенция 10 (22) августа 1864 г. и право войны: Речь, произнесенная на акте в Императорском Новороссийском Университете 30 августа 1889 г. — Одесса: Тип. Штаба Одесского военного округа, 1891. — 108 с. (переглянути PDF — оригінал [Архівовано 4 березня 2016 у Wayback Machine.])
- Ивановский И. А. Разбор сочинения проф. Н. Чижова «Право и его содержание по учению Лоренца фон-Штейна»: (В 2 ч. Одесса. 1889—1890 г.) / Проф. Новорос. ун-та И. А. Ивановский. — Санкт-Петербург: тип. В. С. Балашева, 1891. — 25 с.
- Ивановский И. Конституционализм и князь Бисмарк: критический этюд // Вестник Европы: журнал истории, политики, литературы. Двадцать седьмой год. Книга 6-я. Июнь, 1892. — С. 613—653.
- Ивановский И. А. Новый курс международного права (Даневский В. П. Пособие к изучению истории и систематики международного права. Критический этюд И. Ивановского). — Спб.: Тип. М. М. Стасюлевича, 1892. — 36 с.
- Ивановский И. О значении в России иностранных судебных приговоров по уголовным делам// Право. — 1898. — № 1. Ст. 16—19; № 2. Ст. 9—16.
- Ивановский И. А. А. Д. Градовский как ученый // Право. — 1899. — [№ 27—52] — С. 2395—2401. (також окремим виданням: Ивановский И. А. А. Д. Градовский, как ученый: Речь проф. И. Ивановского в заседании С.-Петерб. юрид. о-ва 4 дек. 1899. — Санкт-Петербург: тип. Спб. АО печ. дела Е. Евдокимов, 1900. — 13 с.)
- Ивановский И. А. Новая теория подданства: [Рец. на дис. В. М. Гессена «Подданство, его установление и прекращение». Т. 1. СПб., 1909.] // Вестник Европы. — СПб., 1910. — № 3.
- Ивановский И. А. Опыт новых построений в области частного международного права в книге проф. А. А. Пиленко — Очерки по систематике частного международного права. — Спб. 1911 г.: Критический этюд / И. А. Ивановского, Заслуженного профессора Императорского С.-Петербургского Университета. — СПб.: Сенатская типография, 1911. — 30 с. — (Из «Журнала Министерства Юстиции» Ноябрь 1911 г.).
- Ивановский И. А. Обзор государственной деятельности графа Дмитрия Алексеевича Милютина. — СПб.: Первая женская тип. Т-ва Печатного станка, 1912.
- Ивановский И. А. Отзыв о сочинении барона Б. Э. Нольде: «Очерки русского государственного права». С.-Пб. 1911 г., с. 554, составленный засл. проф. И. А. Ивановским. — Петроград: тип. Имп. Акад. наук, 1916. — 43 с.
- Ивановский И. А. Максим Максимович Ковалевский: Биографический очерк. — Пг., 1916[31].

| S: | Твори цього автора перебувають у суспільному надбанні. Ви можете допомогти проєкту, додавши їх у Вікіджерела. |